# Hái anh đào (lỗi suy luận)
Hái anh đào (tiếng Anh: cherry picking) hay lấp liếm bằng chứng (tiếng Anh: suppressing evidence) hay lỗi suy luận về bằng chứng không đầy đủ (tiếng Anh: fallacy of incomplete evidence) là hành vi cố tình không sử dụng các thông tin bị nghi là có liên quan hoặc có tầm quan trọng đáng kể. Một người dùng ngụy biện hái anh đào bằng cách tập trung vào một nhóm bằng chứng mà bỏ qua tất cả các bằng chứng khác. Những bằng chứng không ủng hộ kết luận của anh ta sẽ bị vu là không liên quan hoặc không cần thiết.
Thuật ngữ này bắt nguồn từ quá trình thu hoạch trái cây, chẳng hạn quả anh đào. Người hái chỉ mong chờ hái được những quả chín mọng và tốt nhất. Một người ngoài khi chỉ quan sát những quả anh đào được chọn lựa sẽ có thể đi đến kết luận sai lầm rằng hầu hết hoặc toàn bộ quả anh đào đều có chất lượng tốt.
Triết gia Francis Bacon miêu tả lỗi suy luận này là "đếm những đòn trúng và quên đi đòn hụt" ("counting the hits and forgetting the misses").
Hái anh đào hiện diện trong nhiều lỗi suy luận lô-gic thường gặp. Ví dụ, "lỗi suy luận về bằng chứng vặt" có xu hướng bỏ sót một lượng lớn dữ liệu vì lợi ích cá nhân; lỗi suy luận "chọn lọc bằng chứng" chối bỏ những tài liệu bất lợi cho luận điểm; lỗi suy luận "rẽ đôi hai nhánh"  (false dichotomy) thì chỉ chọn lựa hai tùy chọn mặc dù có nhiều hơn hai tùy chọn. Hái anh đào cũng có thể chỉ một bộ dữ liệu mà dựa vào đó một nghiên cứu hoặc một khảo sát sẽ cho ra kết quả dự đoán trước như mong đợi, trong khi kết quả đó có thể là sai lạc hoặc hoàn toàn trái với thực tế.